# Bundarra, New South Wales

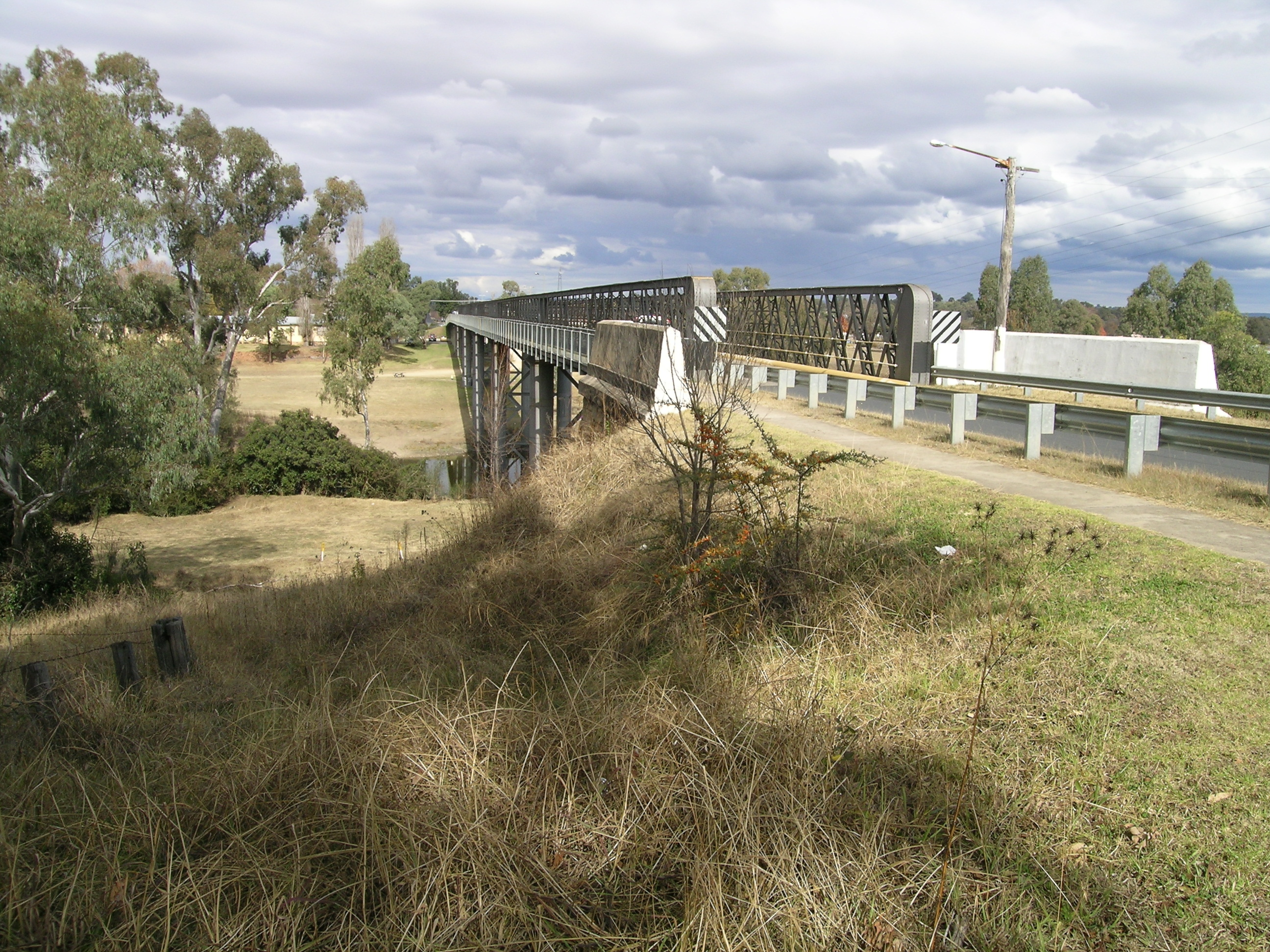
Cầu sông Gwydir

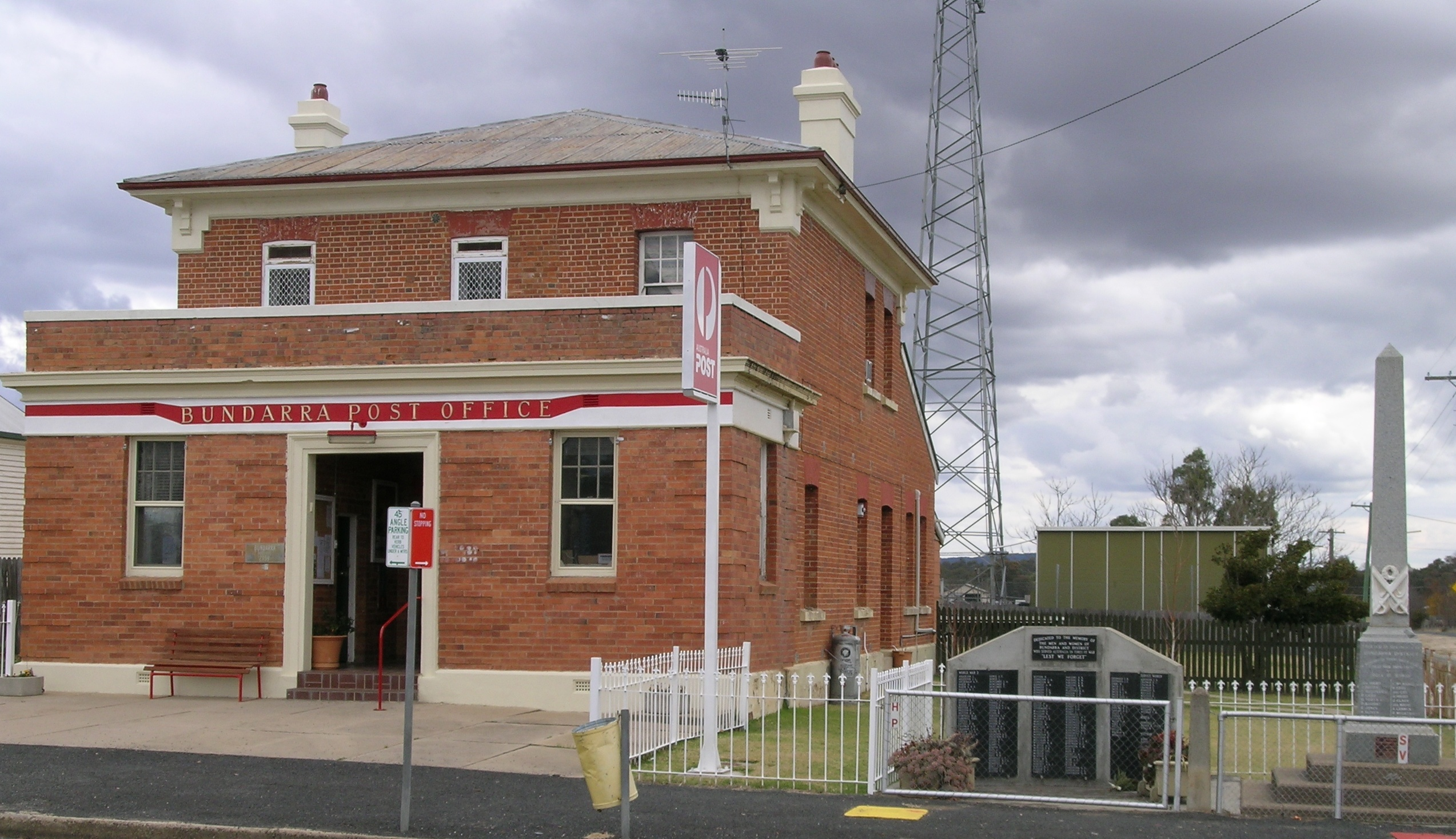
Tòa nhà bưu điện cũ và nhà tưởng niệm chiến tranh

Bundarra là một đô thị thuộc New England, New South Wales, Úc.
Thị trấn này nằm trên đường Thunderbolts Way và bên bờ sông Gwydir, trong khu vực chính quyền địa phương của Uralla Shire, cách thủ phủ của bang Sydney, Sydney khoảng 563 cây số (350 dặm). Tại cuộc điều tra dân số năm 2011, Bundarra có dân số 404  và khu vực xung quanh có 805 người [1].

## Lịch sử
Bundarra được đặt tên cho từ Kamilaroi cho con chuột túi xám. Kamilaroi và người Anaiwan là những cư dân đầu tiên của khu vực Bundarra. Một ngọn đồi địa phương gần Bundarra gọi là "Rumbling Mountain" là chủ đề của một thần thoại Thổ Dân nhằm giải thích sự rung lắc và rung chuyển định kỳ của nó.
Ga Bundarra được Edward G. Clerk thành lập năm 1836 và một khách sạn và cửa hàng được thành lập trên khu thị trấn tương lai. Một nhà thờ được xây dựng trên địa điểm vào năm 1857 cùng thời gian với cuộc khảo sát thị trấn. Các tòa nhà cũ ở đường chính Bundarra được xây dựng từ năm 1860 đến năm 1880. Một trường được thành lập vào năm 1869, trở thành trường trung học năm 1955. Nhà thờ Công giáo La Mã được xây dựng vào năm 1908 và một tờ báo, nhà bảo trợ Bundarra được thành lập. Ở giai đoạn này, thị trấn bao gồm 3 khách sạn. Ba cửa hàng, ba cửa hàng thịt và ngân hàng. Đồng và vàng cũng được tìm thấy trong khu vực. Người phá rừng, Fred Ward, gọi là Captain Thunderbolt, đã lấy trộm hai con ngựa của một thanh tra cảnh sát từ ga Abington, gần Bundarra vào năm 1868.
Cầu Bundarra, một cây cầu sắt dài 5 khung được xây dựng vào năm 1881. Cầu qua sông Gwydir dài 204 mét và rộng 5,6 mét giữa lề đường. Cây cầu đã được liệt kê trong Sổ đăng ký của Quỹ quốc gia, có ý nghĩa nhà nước do thiết kế, giá trị lịch sử và vẻ đẹp thẩm mỹ. Cây cầu này là trọng tâm của một lễ kỷ niệm cộng đồng lớn cho kỷ nguyên của nó và vẫn còn được sử dụng ngày nay.
Khu đô thị lịch sử của Bundarra dẫn tới thị trấn lưu trữ một số vị trí quay phim cho bộ phim được đạo diễn Fred Schepisi, The Chant of Jimmie Blacksmith, dựa trên cuốn tiểu thuyết đoạt giải Booker của Thomas Keneally..
Trạm cảnh sát và Toà án Bundarra (trước đây) cùng với Khu bảo tồn thiên nhiên Lưu vực, Đường Baldersleigh đã được đặt vào Sổ đăng ký Di sản Quốc gia.